# Петровський Степан Остапович
Петровський Степан Остапович (15 серпня 1913 р. в с. Кур-Лози  (нині Курячі Лози)  Кривоозерського  району Миколаївської області — 24.08.1984, м. Львів) -  український радянський промисловий діяч.
Освіта: Одеський інститут професійної освіти, економіст (1930—1934 рр.),   Львівський політехнічний інститут, радіоінженер (закінчив 1965 р.).

## Біографія
Після закінчення Одеського інституту професійної освіти в 1934—1935 рр. працював  спеціальним кореспондентом, завідуючим відділом  газети ЦК КП(б)У «Комуніст» (у м. Харків).
1935—1937 рр. — директор Баштанської середньої школи № 1 (Одеська область).
1937—1938 — завідуючий Андрієво-Іванівським райвідділом  народної освіти (нині Миколаївський район  Одеської області).
1938—1939 рр. –  курсант однорічних курсів 8 стрілецької дивізії.
1939—1940 —  учасник радянсько-фінської війни.

1941—1945 рр. — командир  2-го окремого стрілецького батальйону 95 окремої стрілецької бригади.
1945 р. по 1952 р. — директор Львівської взуттєвої фабрики № 3.
1952—1953 рр. — заступник директора Державного союзного Львівського автобусного заводу,  
1953—1959 рр. — заступник директора  п/я 125 Львівського раднаргоспу  (згодом — ВО ім. Леніна, нині — Львівське об'єднання радіоелектронної  апаратури).
1959—1981 рр.  – директор Львівського телевізійного заводу, генеральний директор  Виробничо-технічного  об'єднання «Електрон» (1971—1974 рр.), генеральний директор  Виробничого об'єднання «Електрон» (1974—1981 рр.).  
1981 р.  – директор Львівської  філії інституту  підвищення кваліфікації інженерно-технічних працівників Міністерства промисловості засобів зв'язку СРСР.

## Нагороди
- орден Червоного Прапора (1940 р.)
- ордени Трудового Червоного Прапора (1966 р., 1974 р.)
- орден Леніна (1971 р.)
- Державна премія  УРСР  в галузі науки і техніки (1970 р.)
- Звння «Почесний радист СРСР» (1973 р.).
- Державна премія  в галузі науки і техніки  СРСР (1977 р.)
- медалі

## Діяльність
С. О. Петровський створив потужний, найбільший в СРСР і Східній Європі  науково-виробничий комплекс з виробництва телевізорів. Телевізори «Огонек» і «Електрон» першими в країні одержали «Знак якості» (1967 р.). Розроблені на «Електроні» уніфіковані моделі телевізорів    стали базовими для всіх телезаводів СРСР. Створений ним  Науково-дослідний інститут телевізійної техніки  «Електрон» став головним в СРСР по розробці кольорових телевізорів  і очолюваний ним телезавод  перший випустив серійний кольоровий телевізор, телевізор  з цифровою обробкою сигналу, перший  телевізор на моношасі. Інститут й окремі спеціалізовані конструкторські бюро розробляли, а підприємства об'єднання  виготовляли електроніку для  військово-промислового комплексу, цивільної авіації і космонавтики.  Спільно з  Інститутом кібернетики АН СРСР  «Електрон» став піонером в галузі створення  автоматизованих систем управління виробництвом (АСУВ «Львів»), впровадженої як стандарт в кількох галузях промисловості СРСР.  У 80-х роках збудовано найбільший в СРСР телевізійний і радіоелектронний промисловий комплексу  «Електрон» разом з  житловим мікрорайоном (смт.  Рясне, нині мікрорайон Рясне-1 м. Львова). Ініціатор  патронату «Електрону»  над  футбольною командою «Карпати» (нині команда  ФК «Карпати», Львів).  
Похований на Личаківському цвинтарі м. Львова.